# Гітман Лев Абрамович
Лев Абрамович Гітман (1922—1979) — червоноармієць, учасник Великої Вітчизняної війни, фронтовик, Герой Радянського Союзу (1943; в нагородному листі був помилково записаний як Лев Олександрович Гітман). Був нагороджений орденами Леніна (1943), Червоної Зірки (1943), медаллю «За відвагу». Позбавлений всіх звань і нагород у зв'язку із засудженням.

## Біографія
Лев Гітман народився 25 березня 1922 року в місті Катеринослав. За національністю єврей. Після закінчення середньої школи отримав спеціальність слюсаря.
У 1941 році Гітман був покликаний в Робітничо-Селянську Червону Армію, незважаючи на те, що через захворювання на важкий хронічний плеврит, призову не підлягав (при призові приховав хворобу і заявив про втрату військового квитка). Брав участь в обороні Кавказу. У 1942 році Гітман вступив у ВКП(б).
На 26 вересня 1943 року Гітман обіймав посаду розвідника 496-ї окремої розвідувальної роти 236-ї стрілецької дивізії 46-ї армії Степового фронту. У ніч на 26 вересня 1943 року в складі групи з вісімнадцяти розвідників дивізії форсував річку Дніпро в районі села Сошинівка Верхньодніпровського району Дніпропетровської області Української РСР. Безшумно ліквідувавши передовий пост, розвідникам вдалося просунутись вглиб ворожої території. На західному березі Дніпра ними був захоплений плацдарм. Вранці німцям вдалося виявити радянську розвідгрупу. У бою, що тривав більше чотирьох годин, Гітман особисто знищив кілька німецьких солдатів, був важко поранений. З вісімнадцяти розвідників семеро вижили і змогли утримати плацдарм до прибуття підкріплення.
Указом Президії Верховної Ради СРСР від 1 листопада 1943 року «за зразкове виконання бойового завдання командування в боротьбі з німецько-фашистськими загарбниками і проявлені при цьому мужність і героїзм» Лев Гітман був удостоєний звання Героя Радянського Союзу з врученням ордена Леніна і медалі «Золота Зірка» за номером 3694.
Протягом декількох місяців після важкого поранення Гітман лікувався в госпіталі в Горькому. Влітку 1944 року медична комісія визнала його інвалідом Великої Вітчизняної війни 1-ї групи. Після звільнення Гітман працював майстром виробничого навчання в майстернях дитячого інтернату. Працював у Дніпропетровську, потім деякий час в Ризі, потім знову повернувся в Дніпропетровськ.
У 1958 році Гітман був звинувачений в розкраданні державної власності — обрізків листового металу на суму 86 рублів 70 копійок. Працюючи вчителем праці в школі, він дозволив учням забрати додому вироби, виготовлені ними в шкільній майстерні з обрізків металу (за законом ці обрізки повинні бути списані з балансу школи в момент надходження в майстерню). На першому судовому слуханні був виправданий, проте на другому його засудили до 10 років позбавлення волі. Указом Президії Верховної Ради СРСР від 5 вересня 1960 року за скоєння вчинків, що порочать звання Героя, Гітман був позбавлений всіх звань і нагород.
3 березня 1961 року Гітман був звільнений по амністії, після чого працював слюсарем у складальному цеху заводу «Червоний металіст». Незважаючи на численні клопотання, Гітману не були повернуті його бойові нагороди. Помер 1 березня 1979 року в Дніпропетровську. Похований там же на Сурсько-Литовському кладовищі.